# 東京カメラクラブ
東京カメラクラブ（とうきょうカメラクラブ）は、写真家などの団体。正式な名称「東京カメラ倶楽部」は商標登録がなされている。
代表は写真作家田村彰英。ニューヨーク近代美術館、東京国立近代美術館などに、作品が永久保存され、黒澤明監督の映画「影武者」「乱」「夢」「8月のラプソデー」など15年間スチールカメラマンを歴任。黒澤監督からの信頼も厚かった。田中長徳、ハービー山口のように日本を代表する著名なプロカメラマンの他、アーティストのアルフィー坂崎幸之助、東儀秀樹等が名を連ねている。［出典　朝日カメラ編集　日本を代表するカメラマンおよび写真家団体に記載］

## 概要
日本においてバブル景気が弾けた1991年頃、それまで撮影や製作に忙殺されていたカメラマンや業界人が「少しは暇になった。これは良い事だ」だと、カメラと撮影を楽しむ原点に立つことを目指して設立。［出典|月刊新潮45　1992年11月号、アルファベータ刊　間違いだらけのカメラ選び　］

理事または会員2名の推選と理事会の審査により会員資格を得ることができるが、必ずしもプロカメラマンのみを対象とするものではなく、クラブの趣旨に賛同し一定の写真技術や撮影表現が認められた者であれば入会は可能。［出典　朝日ソノラマ発行　クラシックカメラ専科各号］

## 主な活動
写真やカメラに関する研究、報告、写真文化の増進、それに貢献した者への表彰、撮影会など多岐に渡るが会員が立ち上げた小規模な研究分科会も存在し、ムービー
を楽しむシネマビリテ、Ｍ42マウントに代表されるスレッドマウントを研究するネジ式、　特定のカメラメーカーに特に執着するアルパ研究会、コシナ研究会(2010年除名処分）、リンホフ研究会、等がそれにあたる。

## 定期的な総会
年次総会はブリティシュクラブや朝日新聞社などで行われ、前期活動内容の報告・予算の承認・今期の活動予定と予算の承認・新会員の紹介などのほか、写真業界に貢献した者への「写真・文化賞」の表彰や受賞者の講演会もある。［出典アルファベータ刊　ライカの謎　謎のライカ、カメラジャーナル各号］　

## 支給品
会員バッジとクラブ旗のデザインは、富士山と東京都庁舎・東京タワーおよびレンズの絞りなどで構成されている。なお、クラブ旗は田中が旧ソ連の専門工房に発注したという金細工の入った豪華なもので、会員バッジも香港の専門業者による非常に凝った造りである。また写真入りのプレスカードは国内のみならず海外の取材先などでも認識されており通用する。［出典　アルファベータ刊　くさってもライカ、WPP刊　モノマガジンカメラ特集号］